# Assemblées de la Monarchie romaine
 (avril 2012).
 (11 avril 2012).
Sous la royauté romaine, les assemblées législatives n'ont pas de réels pouvoirs politiques. Une assemblée, les comices curiates, a quelques pouvoirs législatifs. Cependant, ils n'impliquent rien d'autre que le droit symbolique de ratifier un décret que le roi soumet à l'assemblée. Les fonctions de l'autre assemblée, les comices calates, sont purement religieux.

## Curies
Sous la royauté, tous les citoyens sont divisés en unités appelées « curie » (curia). Tout le peuple de Rome est divisé parmi un total de trente curies. Être membre d'une curie est héréditaire. Celles-ci sont l'unité de base de division dans les deux assemblées populaires. Chaque curie a une organisation semblable à celle des premières familles romaines. Ils ont même leurs propres rites religieux et festivals communs.
Selon la légende, les premières curies ont été fondées par le premier roi, Romulus. Il est possible que leur organisation ait été représentative de la répartition ethnique de la population dans Rome pendant la monarchie romaine et le début de la République. Dix curies sont constituées de Latins, dix autres de Sabins et enfin dix autres d’Étrusques. Ce plan structurel est similaire à ce qu'on trouve dans d'autres structures politiques nées pendant la royauté romaine. Le premier Sénat a une composition semblable, avec 100 sénateurs Latins, auxquels se sont ajoutés 100 Sabins et 100 Étrusques. En plus, à la suite des réformes du roi Servius Tullius, six centuries de cavalerie romaine (l'aristocratique sex suffragia) a la même organisation.

## Comices curiates
Les comices curiates sont la seule assemblée populaire ayant la moindre signification politique durant la période de la royauté. 
Elles sont organisées sur la base des trente curies, et se réunissent au comitium. Le roi préside l’assemblée et y soumet des décrets pour leurs ratifications. Un interrex la préside durant les périodes d’intérim entre deux rois (l’interregnum), et ainsi pour l’élection d’un nouveau roi. L’interrex peut aussi soumettre ses propres décrets à cette assemblée pour ratification.
Cette assemblée peut se réunir pour quatre raisons : l’élection d’un nouveau roi, prendre connaissance des annonces, écouter un appel ou voter les décisions législatives.
Après la mort du roi, l’interrex choisit un candidat à la succession. Après que les prétendants ont reçu l’approbation du Sénat, l’interrex tient les élections officielles devant les comices curiates. Après que celle-ci l’a élu, le Sénat ratifie l’élection. L’interrex préside à nouveau l'assemblée pour faire voter la lex curiata de imperio (qui donne au roi les pouvoirs de l’imperium).
Pour les calendes (premier jour du mois) et les nones (cinquième ou septième jour du mois), cette assemblée se réunit pour prendre connaissance des annonces. Celles-ci concernent généralement le calendrier. Les annonces ont surtout rapport aux affaires telles que la date exacte d'un évènements futur ou des prochains mois intercalaires
Les appels entendus par l’assemblée traitent souvent de questions concernant les gentes (« familles »). L’assemblée détient alors les pouvoirs d’un tribunal. Pendant deux jours fixés au printemps, l’assemblée se réunit au sujet des vœux et adoptions (adrogatio). Toutes les autres réunions se font si besoin est. L'assemblée a aussi la juridiction sur les admissions de nouvelles familles dans une curie. Ce pouvoir est appelé adlectio. Plusieurs siècles plus tard, les comices curiates useront de ce pouvoir pour transférer des individus (comme Publius Clodius Pulcher de la classe patricienne à celle des plébéiens. En plus, cette assemblée a le pouvoir de restituer la citoyenneté (restitutio). L’assemblée gère la plupart du temps ces divers problèmes sous la présidence du pontifex maximus.
Cette assemblée est la principale assemblée législative de la Monarchie romaine (comitia). Ainsi, elle est responsable de la ratification des lois et (théoriquement) de l’élection du roi. Alors que le roi peut promulguer des lois sans ratification d'une assemblée, il arrive qu'il soumettre certaines lois aux comices. Cependant, le rejet de celles-ci par l'assemblée n'empêche pas le roi de les décréter. Parfois, les comices curiates réaffirment l’imperium du roi ou typiquement ratifient une déclaration de guerre (c'est eux qui combattront).
Mais l’assemblée n’a en fait aucun réel pouvoir décisionnel.

## Comices calates
Les comices calates (« assemblée calate ») sont la plus vieille des assemblées romaines. On en sait très peu à son sujet. Elles se réunissent sur le Capitole. Comme les comices curiates, les comices calates sont organisées sur la base des trente curies. Le but de cette assemblée est de décider des diverses affaires religieuses (telles que l’intronisation des prêtres et la sélection des futures vestales). Le pontifex maximus préside cette assemblée.

## Transition de la Monarchie à la République
Les assemblées législatives ne jouent aucun rôle pendant les évènements légendaires qui entourent la chute de la monarchie et l'établissement de la république. Ces évènements illustrent bien le fait que c'est le Sénat, plutôt que les assemblées populaires, qui domine le processus par lequel les nouveaux rois sont élus. Quand le dernier roi semi-légendaire, Tarquin le Superbe, est éconduit hors de Rome, le Sénat refuse simplement de nommer un candidat pour lui succéder. Les assemblées populaires sont impuissantes pour passer outre à la volonté du Sénat.
Selon la légende, les pouvoirs des comices curiates sont transférés aux comices centuriates et aux comices tributes pendant la première décennie de la République. Il est plus probable qu'il y ait eu une transition plus graduelle. Cependant, l'assemblée populaire est devenue impuissante et tombée en désuétude aux débuts de la période républicaine.
Les comices curiates deviennent obsolètes car elles sont vues comme archaïques. C'est dû au fait que le droit de vote dans cette assemblée est confiné aux patriciens. Par contre, aucun citoyen n'est rejeté lors des votes des comices centuriates (où l'adhésion se fait par la propriété) ou des comices tributes (où les membres sont tous les citoyens) car les patriciens ne sont pas les seuls à y voter.
Les comices calates existent longtemps après la chute de la monarchie, mais ne sont jamais devenues plus prééminentes qu'elles ne l'étaient à l'origine.